# العلاقات الإيطالية الأيرلندية
العلاقات الإيطالية الأيرلندية هي العلاقات الثنائية التي تجمع بين إيطاليا وجمهورية أيرلندا.

## مقارنة بين البلدين
هذه مقارنة عامة ومرجعية للدولتين:
| وجه المقارنة                                              | إيطاليا                                                  | جمهورية أيرلندا                                       |
| --------------------------------------------------------- | -------------------------------------------------------- | ----------------------------------------------------- |
| المساحة (كم2)                                             | 301.34 ألف                                               | 70.27 ألف                                             |
| عدد السكان (نسمة)                                         | 60.60 مليون                                              | 4.76 مليون                                            |
| الكثافة السكانية (ن./كم²)                                 | 201.1                                                    | 67.74                                                 |
| العاصمة                                                   | روما، فلورنسا، تورينو                                    | دبلن                                                  |
| اللغة الرسمية                                             | اللغة الإيطالية                                          | اللغة الأيرلندية، لغة إنجليزية، الإنجليزية الأيرلندية |
| العملة                                                    | يورو، ليرة إيطالية                                       | جنيه أيرلندي، يورو، عملات اليورو الأيرلندية           |
| الناتج المحلي الإجمالي (بليون دولار)                      | 1.93 تريليون                                             | 333.73 مليار                                          |
| الناتج المحلي الإجمالي (تعادل القوة الشرائية) بليون دولار | 2.26 تريليون                                             | 318.16 مليار                                          |
| الناتج المحلي الإجمالي الاسمي للفرد دولار أمريكي          | 29.96 ألف                                                | 61.13 ألف                                             |
| الناتج المحلي الإجمالي للفرد دولار أمريكي                 | 35.46 ألف                                                |                                                       |
| مؤشر التنمية البشرية                                      | 0.873                                                    | 0.916                                                 |
| رمز المكالمات الدولي                                      | +39                                                      | +353                                                  |
| رمز الإنترنت                                              | .it                                                      | .ie                                                   |
| المنطقة الزمنية                                           | توقيت وسط أوروبا، ت ع م+01:00، ت ع م+02:00، أوروبا/روما ‏ | 00، ت ع م+01:00، أوروبا/دبلن ‏                         |

## مدن متوأمة
في ما يلي قائمة باتفاقيات التوأمة بين مدن إيطالية وأيرلندية:
- ترتبط Torre San Patrizio [الإنجليزية]‏ مع كيلز، مقاطعة ميث باتفاقية توأمة.
- ترتبط نيتونو مع Ardee [الإنجليزية]‏ باتفاقية توأمة.
- ترتبط بورتوفينو مع Kinsale [الإنجليزية]‏ باتفاقية توأمة.
- ترتبط بيلاجيو مع بوندوران باتفاقية توأمة.
- ترتبط Costa Masnaga [الإنجليزية]‏ مع كلونمل [الإنجليزية]‏ باتفاقية توأمة.
- ترتبط بروكوستيلا مع نافان باتفاقية توأمة.
- ترتبط كاستيليوني دي سيشيليا مع كيلارني [الإنجليزية]‏ باتفاقية توأمة.
- ترتبط كاسالاتيكو مع ناس باتفاقية توأمة.
- ترتبط تولفا مع Dingle [الإنجليزية]‏ باتفاقية توأمة.
- ترتبط بوبيو مع نافان باتفاقية توأمة.
- ترتبط كرارا مع Bray, County Wicklow [الإنجليزية]‏ باتفاقية توأمة منذ 2 يونيو 1962.
- ترتبط Marcallo con Casone [الإنجليزية]‏ مع Macroom [الإنجليزية]‏ باتفاقية توأمة.
- ترتبط جانجي مع كلونمل [الإنجليزية]‏ باتفاقية توأمة.
- ترتبط أنكونا مع Castlebar [الإنجليزية]‏ باتفاقية توأمة منذ 2005.[15][16]
- ترتبط لوغو مع ويكسفورد باتفاقية توأمة.
- ترتبط ميلانو مع دبلن باتفاقية توأمة منذ 21 أكتوبر 1969.
- ترتبط سان ماورو كاستلفيردي مع Rush, County Dublin [الإنجليزية]‏ باتفاقية توأمة.

## منظمات دولية مشتركة
يشترك البلدان في عضوية مجموعة من المنظمات الدولية، منها:
| علم المنظمة | اسم المنظمة                               | تاريخ انضمام إيطاليا | تاريخ انضمام جمهورية أيرلندا |
| ----------- | ----------------------------------------- | -------------------- | ---------------------------- |
|             | مجلس أوروبا                               | 5 مايو 1949          | ?                            |
|             | منظمة التعاون الاقتصادي والتنمية          | 29 مارس 1962         | ?                            |
|             | السوق الأوروبية المشتركة                  | 1957                 | 1973                         |
|             | منظمة التجارة العالمية                    | 1995                 | ?                            |
|             | المنظمة الأوروبية لسلامة الملاحة الجوية   | 1996                 | 1965                         |
|             | الاتحاد البريدي العالمي                   | ?                    | ?                            |
|             | الاتحاد الأوروبي                          | 25 مارس 1957         | 1973                         |
|             | الوكالة الدولية للطاقة                    | ?                    | ?                            |
|             | مجموعة الموردين النوويين                  | ?                    | ?                            |
|             | يونسكو                                    | ?                    | 3 أكتوبر 1961                |
|             | الفريق المعني برصد الأرض                  | ?                    | ?                            |
|             | مؤسسة التمويل الدولية                     | 27 ديسمبر 1956       | 11 سبتمبر 1958               |
|             | المركز الدولي لتسوية المنازعات الاستشارية | 28 أبريل 1971        | 7 مايو 1981                  |
|             | بنك التنمية الآسيوي                       | 1966                 | 2006                         |
|             | منظمة حظر الأسلحة الكيميائية              | ?                    | ?                            |
|             | مؤسسة التنمية الدولية                     | 24 سبتمبر 1960       | 22 ديسمبر 1960               |
|             | مجموعة أستراليا                           | 1985                 | 1985                         |
|             | منظمة الأمن والتعاون في أوروبا            | 25 يونيو 1973        | 25 يونيو 1973                |
|             | نظام تحكم تكنولوجيا القذائف               | 1987                 | 1992                         |
|             | وكالة ضمان الاستثمار متعدد الأطراف        | 29 أبريل 1988        | 27 أكتوبر 1989               |
|             | الاتحاد الدولي للاتصالات                  | 1866                 | 8 ديسمبر 1923                |
|             | منظمة الشرطة الجنائية الدولية             | ?                    | ?                            |
|             | الأمم المتحدة                             | 14 ديسمبر 1955       | 14 ديسمبر 1955               |
|             | البنك الدولي للإنشاء والتعمير             | 27 مارس 1947         | 8 أغسطس 1957                 |
|             | وكالة الفضاء الأوروبية                    | ?                    | ?                            |
|             | المنظمة الهيدروغرافية الدولية             | ?                    | ?                            |

## وصلات خارجية
- موقع وزارة الخارجية الإيطالية